# Yorick van Norden
Yorick van Norden (Haarlem, 31 maart 1986) is een Nederlandse singer-songwriter.

## Biografie
In 2004 richtte Van Norden samen met een aantal schoolvrienden de band The Hype op, die actief was tot 2013.
In 2011 schreef Van Norden samen met tekstdichter Maarten Veldhuis een lied, getiteld 'Who Knows, Maybe', voor de roman 'Glijvlucht', van schrijfster Anne-Gine Goemans.
Eind 2012 kreeg Van Norden de opdracht muziek te componeren bij een nooit gebruikte songtekst van Lennaert Nijgh, getiteld 'Janneke Honing'. Op 26 januari 2013 ging het liedje in première tijdens het Lennaert Nijgh Festival.
Kort daarop maakte The Hype bekend uit elkaar te gaan na een afscheidsconcert in het Haarlemse Patronaat op 9 maart 2013.
Op zaterdag 13 april 2013 trad Yorick solo op in het tv-programma Toppop3. Tijdens deze uitzending maakte hij bekend in de tweede helft van het jaar de studio in te gaan met Excelsior Recordings producer Frans Hagenaars voor de opnames van zijn debuut soloalbum.
Tussen de opnames door trok Van Norden eind 2013 met de Popronde door het land om zijn nieuwe werk ten gehore te brengen.
Gedurende 2015 verschenen in afwachting van het album enkele singles, reisde Van Norden als vast voorprogramma van Anne Soldaat door het land en nam VPRO's 3voor12 de plaat op in een lijst met de tien meest veelbelovende najaarsreleases.
In de herfst van 2015 schreef Van Norden de door Hawaiiaanse muziek beïnvloedde liedjes 'Aloha 'Oe Means Goodbye' en 'Wailana' voor de roman 'Honolulu King' van schrijfster Anne-Gine Goemans.
Debuutalbum Happy Hunting Ground verscheen op 2 oktober 2015 en diezelfde dag was Yorick te gast in het televisieprogramma De Wereld Draait Door. In het najaar ging Van Norden ter promotie van het album voor het eerst op Nederlandse clubtournee. Live wordt hij bijgestaan door oud Johan (band) leden Maarten Kooijman en Diets Dijkstra en drummer Kees Schaper.
Op 1 januari 2016 riep NPO Radio 2 Van Norden met zijn nieuwe single 'Stranglehold' uit tot Radio 2 Talent. In het voorjaar trad Van Norden toe tot de begeleidingsband van de Vlaamse ex-Das Pop zanger Bent van Looy. Op 9 juli 2016 verzorgde Yorick de aftershow van Neil Young in de Ziggo Dome en in de zomer stond hij vijftigmaal met Frank Sinatra's album Watertown met gelegenheidscollectief Club Helmbreker op theaterfestival De Parade.
Ook trad Van Norden op als artistiek bandleider, zanger en gitarist in theatervoorstelling 'Pet Sounds 50: Tribute to The Beach Boys', waarin een groep bekende Nederlandse popartiesten (o.a. Clean Pete, Maurits Westerik, Mister and Mississippi (band) en Ruben Hein) een ode bracht aan het werk van de legendarische groep. Presentatie lag in handen van Leo Blokhuis.
Tijdens het najaar van 2016 en de eerste helft van 2017 reisde Yorick als duo met Anne Soldaat (Daryll-Ann) door het land met hun gezamenlijke voorstelling 'Unsung Heroes', waarin het tweetal een ode bracht aan vergeten popmuzikanten, gecombineerd met eigen werk.
In de zomer van 2017 trad Van Norden op als artistiek bandleider, zanger en gitarist in de theatervoorstelling 'The Summer of Love', waaraan o.a. Leo Blokhuis, Tim Knol, Pablo van de Poel (DeWolff), Janne Schra en Jeangu Macrooy deelnamen.
Ook is Yorick regelmatig te zien en horen als popmuziekkenner bij diverse radio- en televisieprogramma's in Nederland en België.
In december 2018 werd z'n op 14 september van dat jaar verschenen tweede soloalbum The Jester genomineerd voor de Edison Pop 2019 van NVPI, in de categorie Alternative.

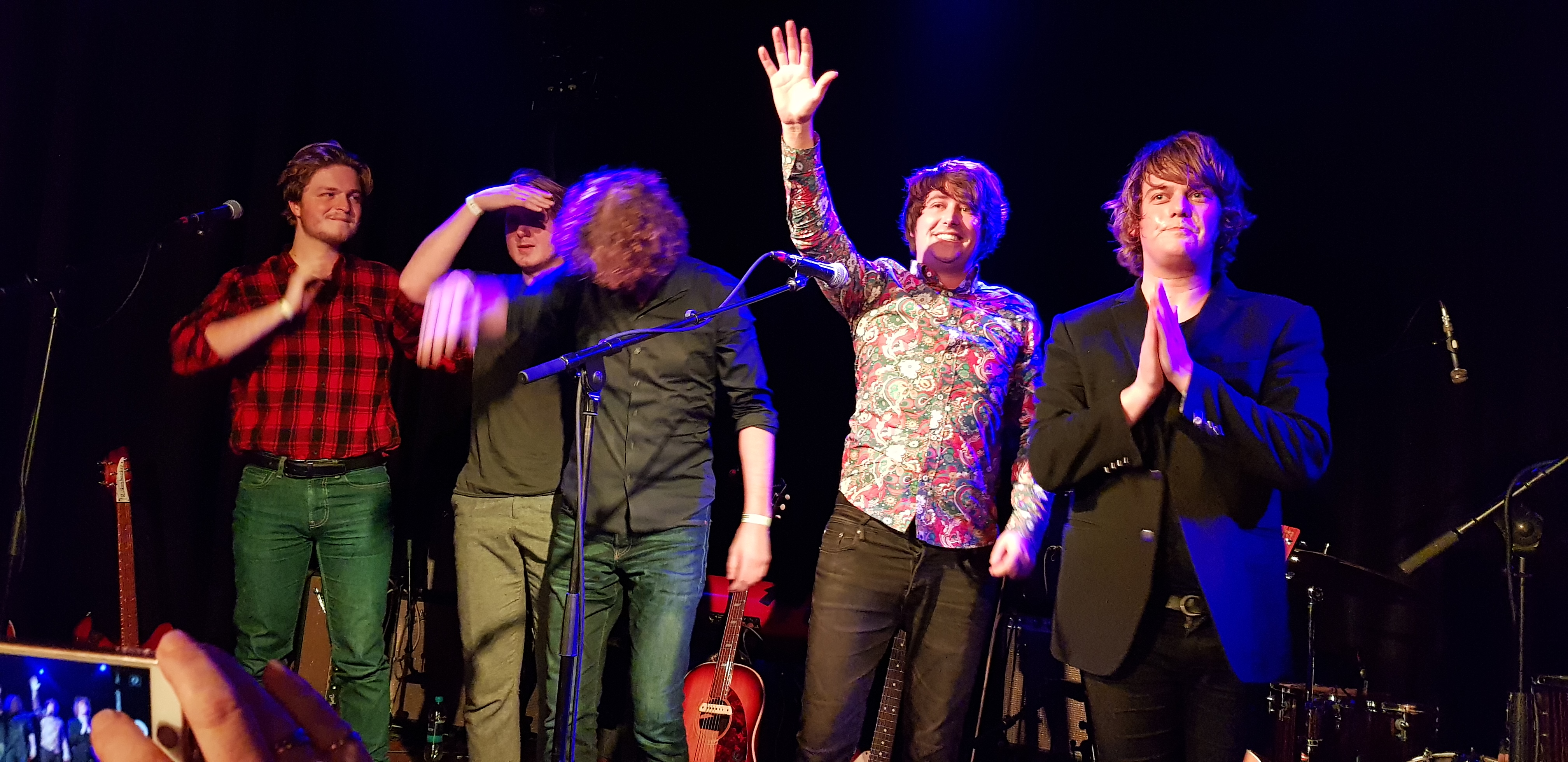
Yorick van Norden & band, Paradiso Amsterdam, 5 januari 2019

In het najaar van 2018 en het voorjaar van 2019 toerde Yorick met zijn band door Nederland, naar aanleiding van het album The Jester. Zijn liveband wordt voor die gelegenheid gevormd door hemzelf (zang, gitaar), Maarten Kooijman (gitaar, zang), Danny van Tiggele (bas, zang) (Mister and Mississippi (band)), P.J.M. Bond (keyboards, tamboerijn, zang) (Dandelion (band)) en Wouter Tol (drums, zang) (Dandelion (band)).
Tegelijkertijd doet hij in het voorjaar van 2019 weer een reeks optredens met Anne Soldaat, ter promotie van hun tweede "unsung heroes"-plaat, die op 15 maart 2019 verscheen onder de titel 'Unsung Heroes Too'. 

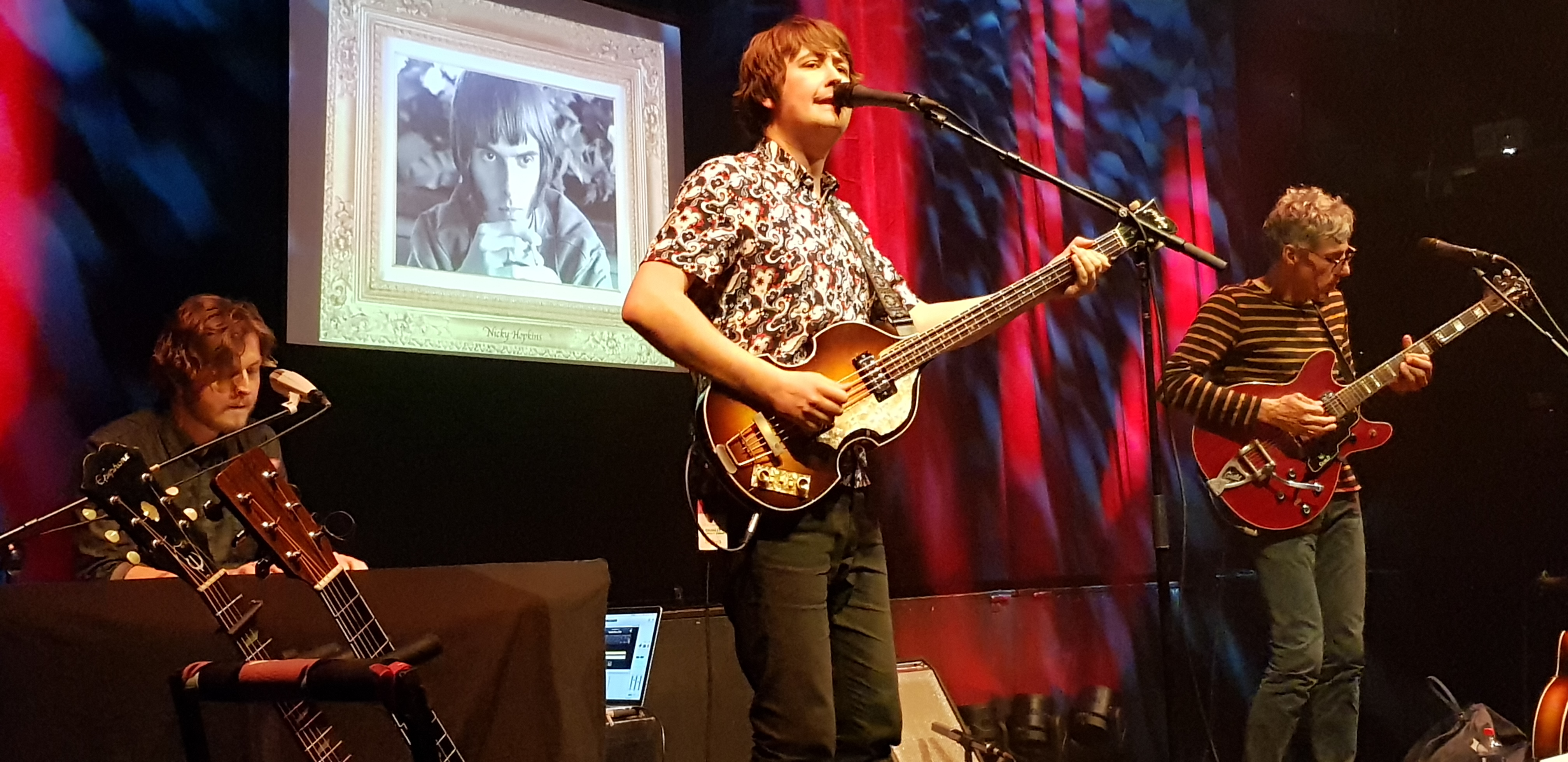
Met Anne Soldaat bij de presentatie van het album Unsung Heroes Too, 31 maart 2019, Patronaat Haarlem. Toetsen: Paul Bond.

In april 2019 werd Yorick genomineerd voor De Olifant 2019, de kunst- en cultuurprijs van het Haarlems Dagblad en de IJmuider Courant. Op maandagavond 20 mei 2019 werd hem de publieksprijs uitgereikt in de Haarlemse Stadsschouwburg door burgemeester Jos Wienen.
Net als in 2016, was Yorick op 5 mei 2019 met zijn band te vinden op het Houtpodium van Bevrijdingspop in Haarlem. Na afloop daarvan kondigde hij in een vraaggesprekje met NH Nieuws aan, dat hij komend jaar de studio in zal gaan voor het opnemen van een nieuw album.
Op 18 juni 2019 maakte Yorick bekend dat door hem op www.voordekunst.nl een crowdfundingscampagne was gestart, met het doel voldoende geld bijeen te brengen om zijn volgende album te kunnen opnemen in de beroemde Abbey Road Studios in Londen. Op 19 juni werd het beoogde doel reeds bereikt, waarna het streefbedrag werd verhoogd en ook weer bereikt.  COVID-19 maakte dat het aanvankelijke plan om de plaat in mei 2020 op te nemen niet langer haalbaar was. Ook het voornemen de opnames in juni of juli van 2021 te doen kon door de corona-pandemie niet worden uitgevoerd. Uiteindelijk vonden de opnames in studio 2 van Abbey Road met producer Frans Hagenaars plaats van 10 tot 15 september 2022. Er zijn 14 nummers vastgelegd. Overdubs en mixage vonden in de loop van 2023 en de eerste helft van 2024 plaats. Als basis dienden 36 – in de loop van de tijd in Nederland opgenomen – demo's, waarvan de laatste werd gemaakt op 4 juli 2022. In Abbey Road werd Yorick muzikaal ondersteund door P.J.M. Bond, Maarten Kooijman, Kees Schaper en Reyer Zwart, met bijdragen van Jim Remers en Danny van Tiggele. Op 24 oktober 2022 zong en speelde Yorick in de studio van het programma Met het Oog op Morgen op NPO Radio 1 voor de eerste keer live een nummer van het toekomstige album, te weten het door hem zelf geschreven 'Do It Now'. Op 7 februari 2024 was in het programma Aan Tafel! van Conny Kraaijeveld op Radio M Utrecht wederom een door Yorick live uitgevoerde eigen song van de plaat te horen, te weten 'Welcome Back'. De release van het album wordt verwacht in de loop van september 2025. https://www.rtvutrecht.nl/radio/aflevering/aan-tafel/3673641_20240207130000
Onder de naam "Bob Dylan, De Songs, De Mythe" begon Yorick in de eerste maanden van 2020, samen met de Utrechtse singer-songwriter Judy Blank en de vier leden van zijn liveband, aan een reeks van avondvullende voorstellingen, met de bedoeling hiermee gestalte te gegeven aan de mythe van Bob Dylan's carrière, privéleven en vooral diens songs. De liveband voerde voor deze gelegenheid de naam "The No Direction Home Band", welke is terug te voeren op de songtektst van Dylan's 'Like A Rolling Stone' uit 1965. De try-outvoorstellingen voor dit programma vonden plaats in het Drentse Anderen, op 11 en 12 januari 2020.

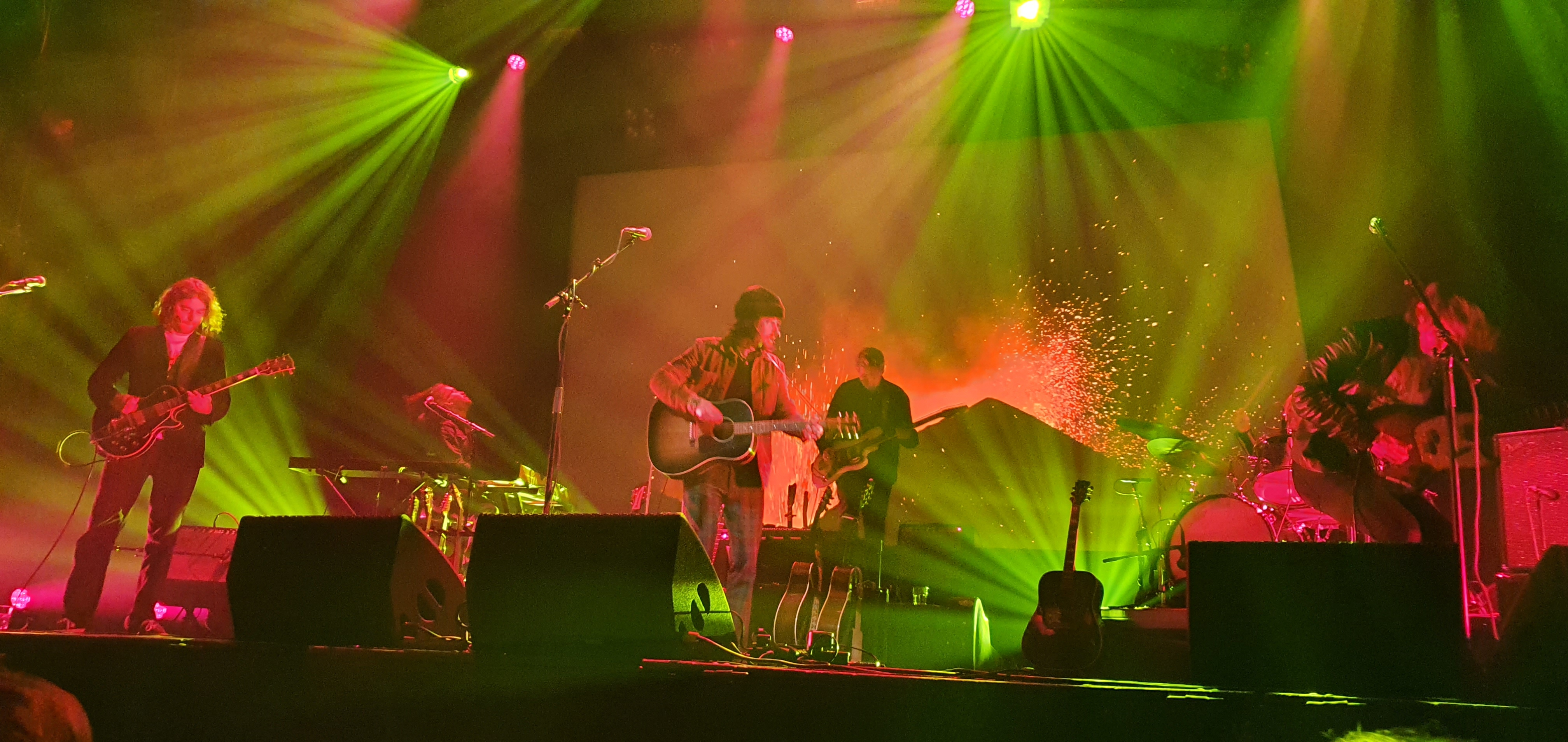
Yorick van Norden & band, tijdens de presentatie van het album Playing By Ear, Patronaat Haarlem, 27 november 2021

Vanwege het uitstellen van de plaatopnames in Londen, besloot Yorick in tussentijd in Nederland een extra album op te nemen, waarvoor de basis werd gelegd in het voorjaar van 2020, met Frans Hagenaars als co-producer. De laatste hand aan het afmixen van de opnames werd gelegd op 26 september 2021. De plaat verscheen op 12 november 2021 onder de titel 'Playing By Ear' en wordt door publiek en recensenten zéér lovend ontvangen. In muziekkrant OOR wordt het album "een van de absolute hoogtepunten in de Nederlandse popmuziek van 2021" genoemd.
De presentatie vond plaats op 27 november 2021, tijdens een optreden in Patronaat in zijn thuisstad Haarlem. Dit optreden was onderdeel van een vanwege de corona-pandemie gedeeltelijk afgelaste en uitgestelde clubtournee, die moest eindigen op 16 december 2021 in Paradiso, Amsterdam. Uiteindelijk wordt de tournee op 14 april 2022 hervat in Mezz, Breda, om ten slotte alsnog te eindigen in Paradiso, op 19 december 2022.
Zijn band bestaat voor de gelegenheid van deze clubtournee uit: Maarten Kooijman (gitaar, zang), Danny van Tiggele (bas, zang), Henk Hulzebosch (toetsen, zang) en Kees Schaper (drums), alsmede P.J.M. Bond (toetsen, zang, tamboerijn). "Geluidsmagiër" Tom Broshuis (ex-Mister and Mississippi) draagt zorg voor soundscapes en loops.  

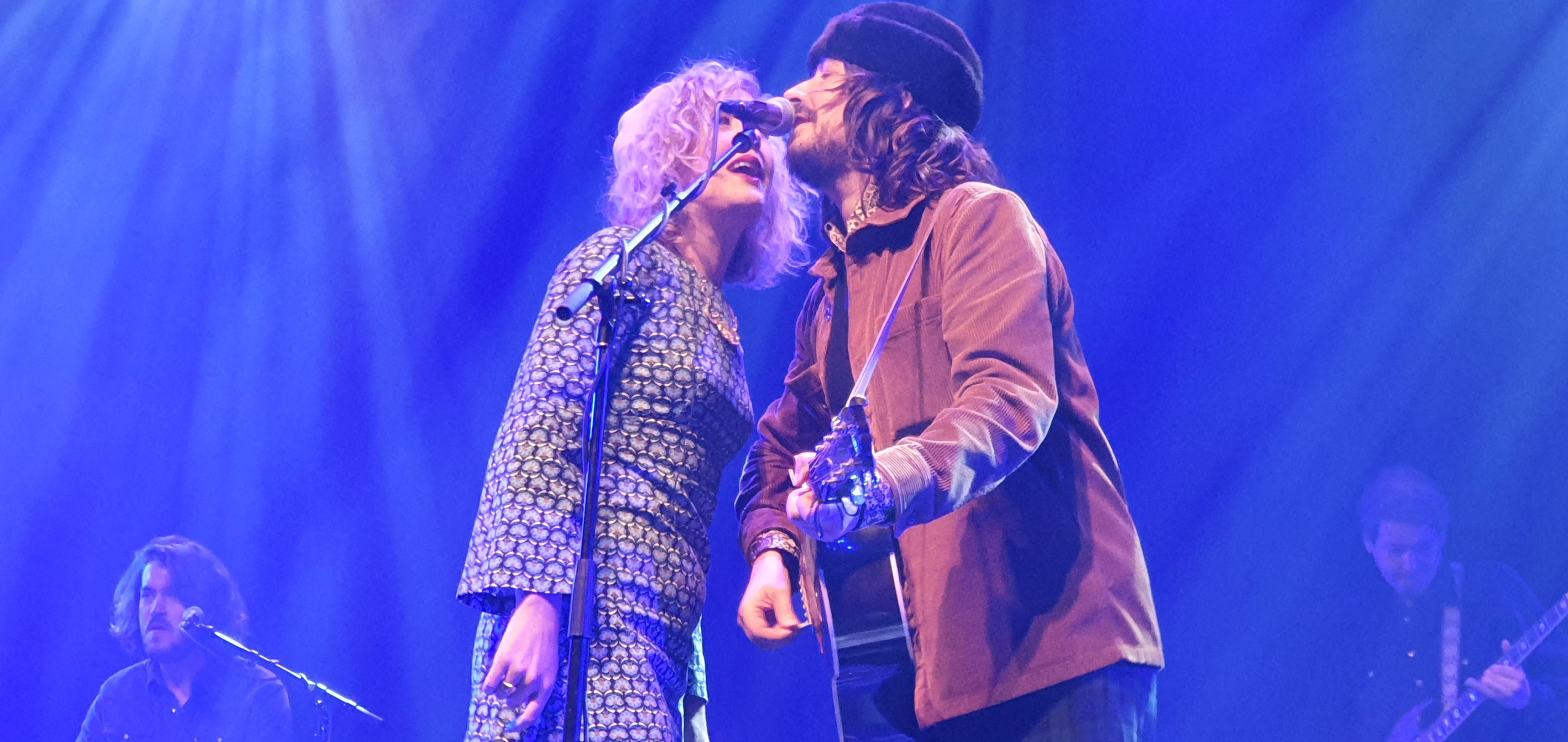
Gastbijdrage Judy Blank, Patronaat Haarlem, 27 november 2021

https://youtu.be/-0PllW9u5s4?si=XNYbvdjNTkvUjxdB
Onder het motto "Elke dag een muzikaal weetje van de ongekroonde popprofessor der lage landen", verscheen op 27 november 2021 een door Yorick samengestelde scheurkalender.
Vanaf 24 november 2022, te beginnen in Willem Twee Toonzaal in Den Bosch, tourde Yorick samen met Maarten Kooijman langs Nederlandse theaters met zijn avondvullende programma 'McCartney & Me'. De laatste show in deze reeks vond plaats in De Gashouder in Dedemsvaart op zondagmiddag 3 september 2023.
In een interview in de radioshow van Barend (van Deelen) & (Nellie) Benner op NPO 3FM, maakte Yorick op 23 februari 2023 bekend dat zijn oude band The Hype op 8 september 2023 een eenmalig reünieoptreden zou geven in Patronaat Haarlem, ruim tien jaar na het afscheidsconcert daar op 9 maart 2013. Op deze avond was tevens een docufilm te zien over de groep, die naadloos overging in het liveoptreden. In het voorprogramma stond Hans Frans. https://youtu.be/Co9qJlT2uQo?si=u0TKH0GyK1kNImpA
Op 4 juli 2024 trad Yorick, samen met pianist Paul Bond wederom op in het programma Met het Oog op Morgen op NPO Radio 1. In het kader van de Britse parlementsverkiezingen op die dag was hem gevraagd een aantal toepasselijke songs uit te kiezen om te komen spelen. Het werden Graham Nash's 'Immigration Man' en Yorick's eigen 'Welcome Back' en 'Do It Now', beide van de aankomende lp. https://www.nporadio1.nl/uitzendingen/nos-met-het-oog-op-morgen/9bca3c67-290c-4dcb-af29-3da34d253dc8/2024-07-04-nos-met-het-oog-op-morgen
Naast dit alles heeft Van Norden gewerkt aan een boek over de privé-grammofoonplatenverzameling van Paul McCartney, dat 25 april 2025 onder de titel "De Platenkast van Paul McCartney" is verschenen bij uitgeverij Noordboek-van Gorcum. Ter promotie deed hij samen met Maarten Kooijman een toer door het land, waarvan de première plaatsvond op 23 januari 2025 in TivoliVredenburg en het laatste opreden op 24 mei 2025 in het Haarlemse PHIL.. Inmiddels is de kaartverkoop gestart voor een nieuwe reeks optredens in dit kader van januari tot en met mei 2026. Vanaf 10 juni 2025 maakt Van Norden onder dezelfde titel samen met radiopresentator Tim op het Broek een onder meer via YouTube te volgen (video-)podcastreeks.
Op 12 augustus 2025 kondigt Van Norden aan dat het in september 2022 in de Abbey Road Studios opgenomen album binnen enkele weken zal verschijnen.

## Discografie

### Albums
| Album met eventuele hitnotering(en) in de Nederlandse Album Top 100 | Datum van verschijnen               | Datum van binnenkomst | Hoogste positie | Aantal weken | Opmerkingen                                                                                 |
| ------------------------------------------------------------------- | ----------------------------------- | --------------------- | --------------- | ------------ | ------------------------------------------------------------------------------------------- |
| Happy Hunting Ground                                                | 02-10-2015                          | 10-10-2015            | 73              | 1            | 12 weken in de Vinyl50 (hoogste positie nr. 6)                                              |
| Unsung Heroes                                                       | 21-04-2018                          |                       |                 |              | samen met Anne Soldaat                                                                      |
| The Jester                                                          | 14-09-2018                          | 22-09-2018            | 36              | 1            | genomineerd voor Edison Pop 2019-Alternative. 2 weken in de Vinyl33 (hoogste positie nr. 1) |
| Unsung Heroes Too                                                   | 15-03-2019                          |                       |                 |              | samen met Anne Soldaat                                                                      |
| Playing By Ear                                                      | 12-11-2021 vinyluitgave: 08-04-2022 |                       |                 |              | 1e single: 'Empty Words' (8-10-2021)                                                        |
| Do It Now (werktitel)                                               | 15-09-2025                          |                       |                 |              |                                                                                             |